# Bolak Raya
Bolak Raya is een bestuurslaag in het regentschap Indragiri Hilir van de provincie Riau, Indonesië. Bolak Raya telt 806 inwoners (volkstelling 2010).